# Jyväskylä (stacja kolejowa)
Jyväskylä – stacja kolejowa w Jyväskylä, w prowincji Finlandia Zachodnia, w Finlandii. Znajdują się tu 3 perony.